# Francisco III de Orléans-Longueville
Francisco III de Orléans-Longueville (30 de octubre de 1535-22 de septiembre de 1551), conde de Montgomery, conde de Tancarville, vizconde de Abbeville, conde de Neufchâtel, par de Francia.

## Vida
Fue el hijo mayor de Luis II de Orléans, duque de Longueville y María de Guisa. Sucedió a su padre, que murió el 9 de junio de 1537, en el ducado de Longueville.
Francisco nació el 30 de octubre de 1535. Su madre, María de Guisa, era de la poderosa casa católica francesa de Guisa. Su padre, Luis, era hijo de Luis I de Orléans, duque de Longueville. Es el medio hermano materno de María, reina de Escocia.
Su padre Luis murió el 9 de junio de 1537. Su madre María dio a luz al hijo póstumo de Luis, también llamado Luis, el 4 de agosto. El segundo Luis murió muy joven.
Se convirtió en Conde de Neuchâtel a la edad de 8 años tras la muerte de su abuela Juana de Hochberg. El 18 de mayo de 1538, María de Guisa se casó con Jacobo V de Escocia, quien recientemente había perdido a su esposa Magdalena de Valois y quería una segunda esposa francesa para promover la alianza franco-escocesa. María confió el cuidado de Francisco a su madre, Antonieta de Borbón-Vendome, y se fue a Escocia. Incluso cuando ella se fue a Escocia, Francisco mantuvo correspondencia con su madre. El 22 de marzo de 1545 envió un trozo de cuerda para mostrar su estatura y el 2 de julio de 1546 le envió su retrato. Su madre daría a luz a María, reina de Escocia, el 8 de diciembre de 1542, quedando viuda de nuevo seis días después, el 14 de diciembre.
En 1550, María pudo regresar a Francia, a donde su hija María había sido enviada a la edad de cinco años, como parte de su compromiso con Francisco II de Francia. María se quedó un año y pudo cuidar a Francisco durante su última enfermedad. El muchacho murió poco antes de que María regresara a Escocia. 
Fue enterrado en la Santa Capilla de Dunois. Sus títulos y propiedades pasaron a su prima Leonor de Orleans-Longueville.